# Syrrhopodon steyermarkii
Syrrhopodon steyermarkii är en bladmossart som beskrevs av H. Robinson 1972. Syrrhopodon steyermarkii ingår i släktet Syrrhopodon och familjen Calymperaceae. Inga underarter finns listade i Catalogue of Life.